# آب‌بندی

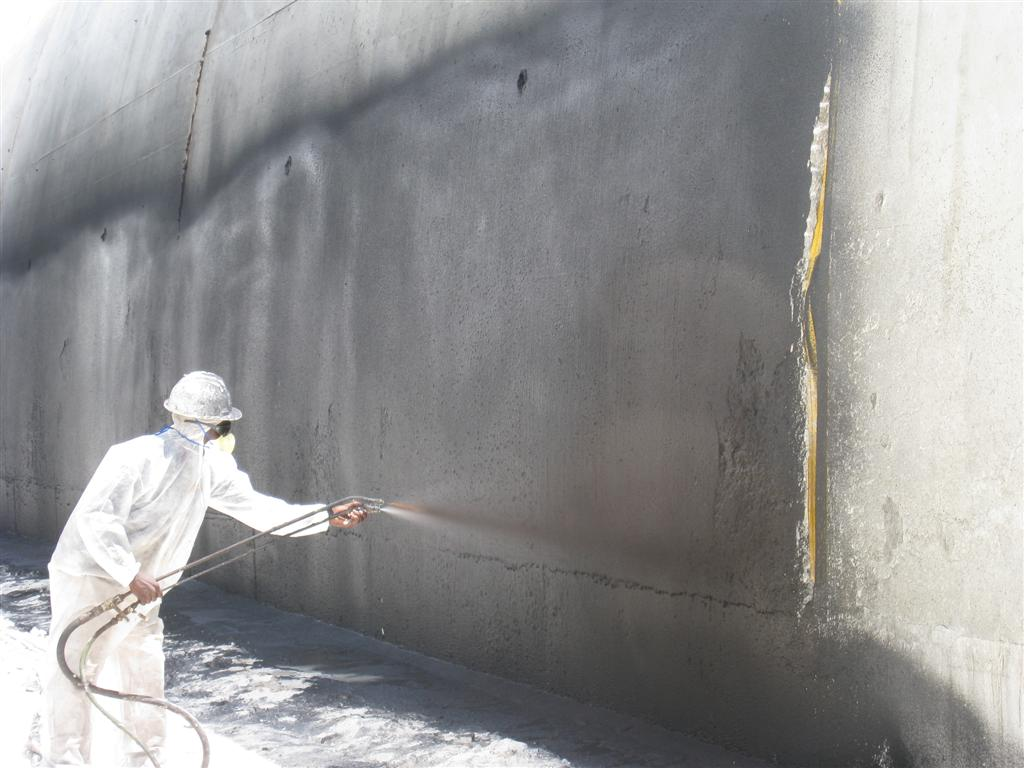
آب‌بندی سطح خارجی تونل آزادراه

آب‌بندی (انگلیسی: Waterproofing) روندی است که در طی آن یک جسم یا سطح، ضدآب یا مقاوم در برابر آب می‌شود، به‌طوری‌که حالت و خاصیت آن در برابر آب یا مقاومت در برابر ورود آب تحت شرایط مشخص نسبتاً بدون تغییر باقی می‌ماند. از این روند می‌توان در محیط‌های مرطوب یا در عمق مشخصی از آب برای آب‌بندی سطوح مختلف استفاده کرد.
مقاوم در برابر آب و ضدآب اغلب به نفوذ آب در حالت مایع و احتمالاً تحت فشار اشاره می‌کند، در حالی که مقاوم در برابر رطوبت اشاره به مقاومت در برابر رطوبت یا نم می‌کند و جسم یا سطحی که مقاوم در برابر رطوبت یا ضدرطوبت می‌باشد امکان دارد ضدآب یا مقاوم در برابر آب نباشد. نفوذ بخار آب از طریق یک ماده یا ساختار به عنوان یک نرخ انتقال بخار رطوبت گزارش شده‌است.
در گذشته بدنه قایق‌ها و کشتی‌ها را با یک لایه از قیر و روغن می‌پوشاندند تا ضدآب شود، امروزه آب‌بندی معمولا با استفاده از یک لایه پوشش دافع آب یا آب‌بندی درزها با واشر یا حلقهٔ ضد آب انجام می‌شود.
از آب‌بندی در موارد گوناگونی چون: ساخت و ساز یک سازه (مثل: زیرزمین، عرشه، یا مناطق مرطوب و …)، شناور، بوم نقاشی، لباس (مثل: بارانی، کلاه، کفش، چتر و …)، دستگاه‌های الکترونیکی (مثل: تلفن همراه، تبلت، ساعت، برد مدار چاپی و …) و بسته‌بندی کاغذ (مثل کارتن برای جلوگیری از نفوذ مایعات) بهره گرفته می‌شود.